# Уостон, Кендалл
Кендалл Джамааль Уостон Манли (исп. Kendall Jamaal Waston Manley; род. 1 января 1988, Сан-Хосе, Коста-Рика) — коста-риканский футболист, защитник клуба «Саприсса» и сборной Коста-Рики. Участник чемпионатов мира 2018 и 2022.

## Клубная карьера

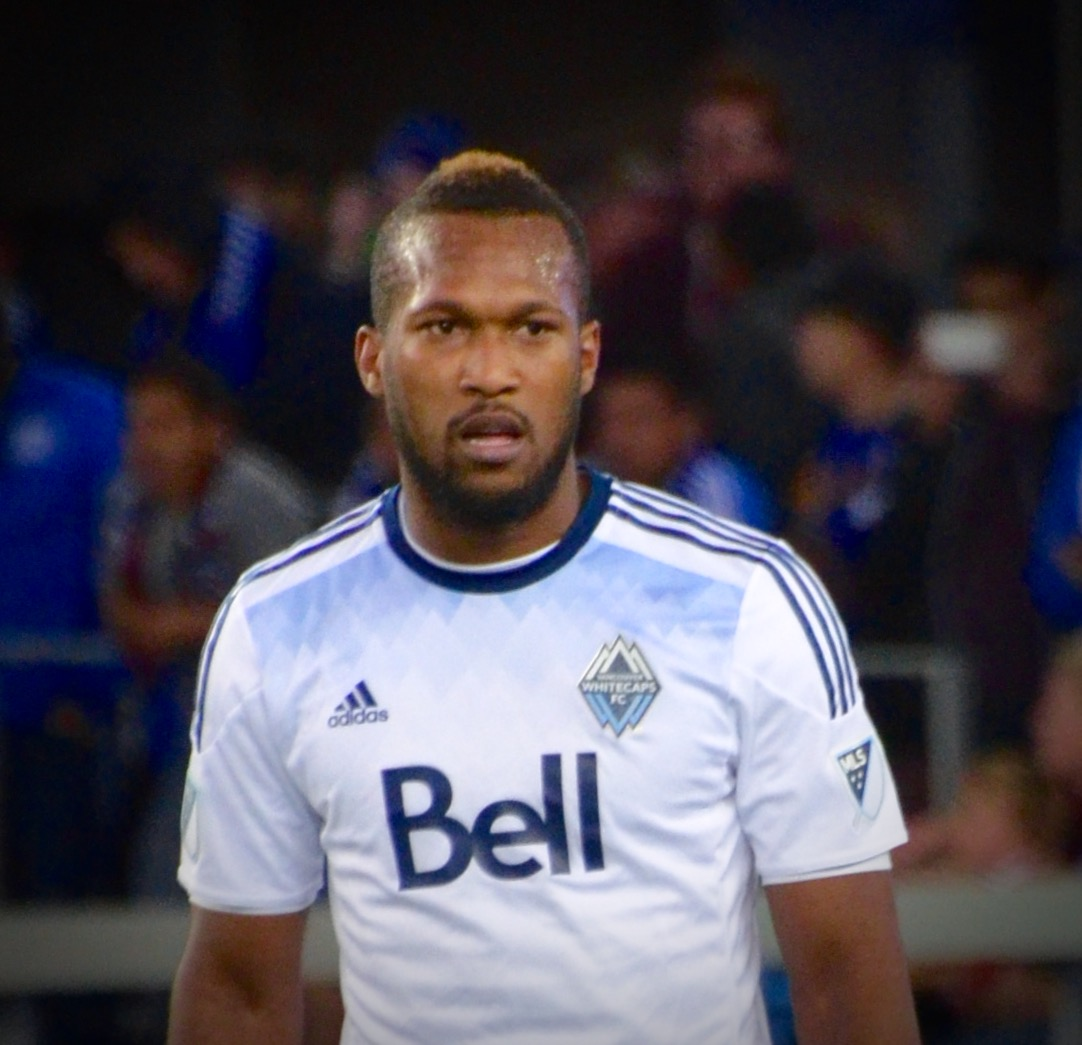
Уостон в составе «Ванкувер Уайткэпс» (2015 год)

Уостон — воспитанник клуба «Саприсса». Для получения игровой практики он на правах аренды выступал за «Кармелиту», уругвайский «Насьональ» и пуэрто-риканский «Баямон». В перерывах между арендами Кендалл периодически выступал за родную команду. 12 марта 2009 года в матче против «Мунисипаль Либерия» Уостон забил свой первый гол за «Саприссу». Летом 2010 года он перешёл на правах аренды в «Универсидад де Коста-Рика». 19 сентября в матче против «Эредиано» Кендалл дебютировал за новую команду. 10 октября в поединке против «Сан-Карлоса» он забил свой первый гол за «Универсидад».
Летом 2011 году Уостон вновь был отдан в аренду. Его новым клубом стал «Перес-Селедон». 4 августа в матче против «Сан-Карлоса» он дебютировал за новую команду. 25 августа в поединке против своего родного клуба «Саприсса» Кендалл забил свой первый гол за «Перес-Селедон». В начале 2013 года команда вновь взяла Уостон в аренду.
Летом 2013 года Кендалл получил шанс проявить себя в «Саприссе» и помог клуба выиграть чемпионат и завоевать Кубок Коста-Рики.
8 августа 2014 года Уостон перешёл в канадский «Ванкувер Уайткэпс». 24 августа в матче против «Лос-Анджелес Гэлакси» он дебютировал в MLS. В поединке против «Сан-Хосе Эртквейкс» Кендалл забил свой первый гол за «Ванкувер Уайткэпс». В 2015 году он помог клубу выиграть первенство Канады. В том же году Уостон был признан игроком года в команде.
11 декабря 2018 года Уостон был обменян в клуб-новичок MLS «Цинциннати» на $450 тыс. общих и $300 тыс. целевых распределительных средств и место иностранного игрока. Перед началом сезона 2019 Уостон был выбран капитаном, первым в истории клуба. 2 марта он с капитанской повязкой вывел клуб на поле на его дебютный матч, на поединок стартового тура сезона 2019 против «Сиэтл Саундерс». 17 марта он помог клубу одержать первую победу, забив один из трёх безответных голов в ворота «Портленд Тимберс». По окончании сезона 2020 «Цинциннати» не продлил контракт с Уостоном.
15 января 2021 года Уостон вернулся в «Саприссу».

## Международная карьера

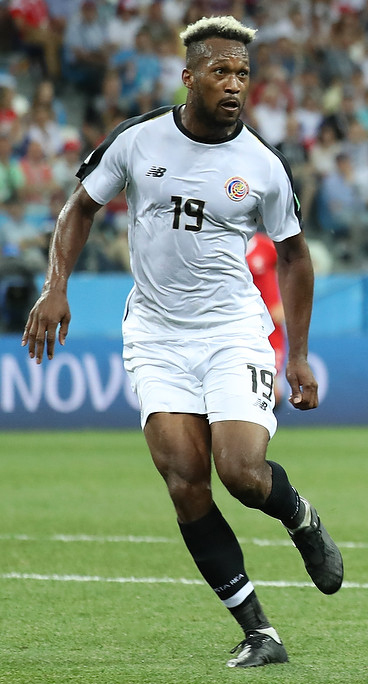
Уостон в составе сборной Коста-Рики на ЧМ-2018

29 мая 2013 года в товарищеском матче против сборной Канады Уостон дебютировал за сборную Коста-Рики. В том же году Кендалл принял участие в розыгрыше Золотого кубка КОНКАКАФ. На турнире он был запасным и на поле не вышел.
В 2015 году Уостон во второй раз попал в заявку на Золотой кубок КОНКАКАФ, но вновь не вышел на поле, оставшись в запасе.
16 декабря того же года в поединке против сборной Никарагуа Кендалл забил свой первый гол за национальную команду.
В 2016 году Уостон попал в заявку на Кубок Америки в США. На турнире он сыграл в матчах против команд Парагвая и Колумбии.
В 2017 году Уостон стал бронзовым призёром Золотого кубка КОНКАКАФ. На турнире он сыграл в матчах против США и Панамы.
В 2018 году Уостон принял участие в чемпионате мира в России. На турнире он сыграл в матче против команды Швейцарии. В этом поединке Кендалл отметился забитым мячом.
В 2019 году Уостон в четвёртый раз был включён в состав национальной сборной на Золотой кубок КОНКАКАФ.
Уостон был включён в состав сборной на чемпионат мира 2022 в Катаре.

### Голы за сборную Коста-Рики
| #  | Дата             | Место                                            | Противник  | Счёт | Результат | Соревнование                       |
| -- | ---------------- | ------------------------------------------------ | ---------- | ---- | --------- | ---------------------------------- |
| 1. | 16 декабря 2015  | Эдгардо Бальтодано Брисеньо, Либерия, Коста-Рика | Никарагуа  | 1:0  | 1:0       | Товарищеский матч                  |
| 2. | 28 марта 2017    | Франсиско Морасан, Сан-Педро-Сула, Гондурас      | Гондурас   | 1:1  | 1:1       | Чемпионат мира 2018 (квалификация) |
| 3. | 7 октября 2017   | Национальный стадион, Сан-Хосе, Коста-Рика       | Гондурас   | 1:1  | 1:1       | Чемпионат мира 2018 (квалификация) |
| 4. | 27 июня 2018     | Нижний Новгород, Нижний Новгород, Россия         | Швейцария  | 1:1  | 2:2       | Чемпионат мира 2018                |
| 5. | 16 октября 2018  | Ред Булл Арена, Гаррисон, США                    | Колумбия   | 1:1  | 1:3       | Товарищеский матч                  |
| 6. | 16 ноября 2018   | Эль Теньенте, Ранкагуа, Чили                     | Чили       | 1:0  | 3:2       | Товарищеский матч                  |
| 7. | 16 ноября 2018   | Эль Теньенте, Ранкагуа, Чили                     | Чили       | 2:0  | 3:2       | Товарищеский матч                  |
| 8. | 27 сентября 2022 | Сувон Уорлд Кап Стэдиум, Сувон, Республика Корея | Узбекистан | 2:1  | 2:1       | Товарищеский матч                  |

## Достижения
Командные
 «Саприсса»
- Чемпионат Коста-Рики — Верано 2014
- Обладатель Кубка Коста-Рики — 2013

 «Ванкувер Уайткэпс»
- Первенство Канады — 2015

 Коста-Рика
- Золотой кубок КОНКАКАФ — 2017

Индивидуальные
- Член символической сборной MLS — 2015, 2017
- Участник Матча всех звёзд MLS — 2016